# Орден Ушакова (Россия)
Эта статья про орден Российской Федерации. Информация про орден СССР приведена в статье Орден Ушакова.
О́рден Ушако́ва — государственная награда Российской Федерации.

## История ордена
Орден Ушакова был учреждён в СССР в 1944 году. После распада СССР орден был сохранён в системе государственных наград Российской Федерации Постановлением Верховного Совета Российской Федерации от 20 марта 1992 года № 2557-I, однако как государственная награда Российской Федерации не имел статута и официального описания до 2010 года.
Указом Президента Российской Федерации от 7 сентября 2010 года № 1099 «О мерах по совершенствованию государственной наградной системы Российской Федерации» утверждён статут и описание ордена.
В январе 2013 и апреле 2015 года в статут ордена были внесены изменения, согласно которым допущено награждение орденом, помимо военнослужащих, также объединений, воинских частей и кораблей Вооружённых Сил Российской Федерации, других войск и органов.
Первое награждение состоялось 23 февраля 2018 года — Президент России Владимир Путин вручил награду ТАВКР «Адмирал Флота Советского Союза Кузнецов». 24 декабря 2019 года награда вручена Северному флоту — за выдающиеся заслуги в укреплении обороноспособности страны, высокие показатели в боевой подготовке, мужество и самоотверженность, проявленные личным составом при выполнении учебных, боевых и специальных задач. 18 февраля 2023 года награда вручена 43-й дивизии ракетных кораблей.

## Статут

### Основания для награждения
Орденом награждаются офицеры из числа командования объединений и соединений Военно-Морского Флота:
- за умелую организацию и проведение операций, боевых действий сил (войск) Военно-Морского Флота самостоятельно и в составе группировок войск (сил), в ходе которых, несмотря на численное превосходство противника, были достигнуты цели операции;
- за искусно проведенный манёвр силами флота, в ходе которого удалось разгромить превосходящую группировку военно-морских сил противника;
- за проявленные инициативу и решительность при выборе места и времени нанесения главного удара, позволившие разгромить группировку противника, сохранить боеспособность своих сил (войск);
- за достигнутые успехи в уничтожении сил флота, береговых объектов противника;
- за умелую организацию и нанесение внезапного и решительного удара по силам и войскам противника, основанные на взаимодействии с объединениями и соединениями других видов Вооружённых Сил Российской Федерации;
- за умелую организацию и отражение ударов противника с морских направлений, позволившие сохранить боеспособность группировок сил (войск), функционирование объектов на своей территории, пунктов базирования флота;
- за успешное проведение морской (воздушно-морской) десантной операции, в результате которой достигнуты её цели.

Орденом могут быть награждены в исключительных случаях объединения, соединения, воинские части и корабли Вооруженных Сил Российской Федерации, других войск, воинских формирований и органов за выдающиеся заслуги в боях по защите Отечества, в операциях по поддержанию (восстановлению) международного мира и в контртеррористических операциях, за участие в обеспечении успешных военно-морских операций.
Орденом могут также награждаться иностранные граждане — военнослужащие войск союзников из числа высшего офицерского состава, участвовавшие наравне с военнослужащими Российской Федерации в организации и проведении совместной успешной операции коалиционных группировок войск (сил).
Награждение орденом может быть произведено посмертно.

### Порядок ношения
Знак ордена носится на левой стороне груди и при наличии других орденов Российской Федерации располагается после знака ордена Суворова.
Для особых случаев и возможного повседневного ношения на гражданской одежде предусматривается ношение миниатюрной копии знака ордена, которая располагается после миниатюрной копии знака ордена Суворова.
При ношении на форменной одежде ленты ордена Ушакова на планке она располагается после ленты ордена Суворова.
На гражданской одежде носится лента ордена Ушакова в виде розетки, которая располагается на левой стороне груди.
При награждении орденом воинских частей, знак и лента ордена крепятся на лицевую сторону Боевого знамени части.

## Описание ордена

### Знак ордена
Знак ордена представляет собой покрытый синей эмалью серебряный четырёхконечный прямой крест с расширяющимися концами. По краям креста — узкий выпуклый рант.
Между концами креста — серебряные штралы.
На крест наложен серебряный якорь с медальоном, обрамленным якорной цепью. Медальон покрыт синей эмалью и имеет узкий витой выпуклый рант. В поле медальона — позолоченный погрудный портрет Ф. Ф. Ушакова вполоборота влево. Под медальоном, на лапах якоря, перекрещенные позолоченные лавровая и дубовая ветви, перевитые лентой.
По окружности медальона, в верхней части, — надпись прямыми рельефными позолоченными буквами: «АДМИРАЛ УШАКОВ».
Расстояние между противоположными концами креста — 40 мм, между противолежащими штралами — 45 мм. На оборотной стороне знака — номер знака ордена.
Знак ордена при помощи ушка и кольца соединяется с пятиугольной колодкой, обтянутой шелковой, муаровой лентой.
Лента белого цвета шириной 24 мм. По краям ленты — голубая кайма, в центре — голубая полоса. Ширина каймы — 2 мм, полосы — 4 мм.
Ширина ленты, прикрепляемой к Боевому знамени воинской части — 100 мм.

### Миниатюрная копия
Миниатюрная копия знака ордена носится на колодке. Расстояние между концами креста — 15,4 мм, высота колодки от вершины нижнего угла до середины верхней стороны — 19,2 мм, длина верхней стороны — 10 мм, длина каждой из боковых сторон — 16 мм, длина каждой из сторон, образующих нижний угол, — 10 мм.

### Планка и розетка
При ношении на форменной одежде ленты ордена Ушакова используется планка высотой 8 мм, ширина ленты — 24 мм.
На ленте ордена Ушакова в виде розетки крепится миниатюрное изображение знака ордена из металла с эмалью. Расстояние между концами креста — 13 мм. Диаметр розетки — 15 мм.